# Yongin
Yongin (Hangul: 용인시, Hanja: 龍仁市, Hán Việt: Long Nhân thị) là thành phố thuộc tỉnh tỉnh Gyeonggi, Hàn Quốc. Thành phố có diện tích 591 km2, dân số là 852.505 người (điều tra năm 2010). Thành phố có cự ly  km về phía nam Seoul. Thành phố có 22 dong (phường). Đây là thành phố lớn thứ 12 tại Hàn Quốc. Thành phố thuộc vùng thủ đô Seoul.

## Các đơn vị hành chính

Cờ yongin cũ

Thành phố được chia thành 22 dong (phường)
- Cheoin-gu
- Giheung-gu
- Suji-gu

## Hình ảnh

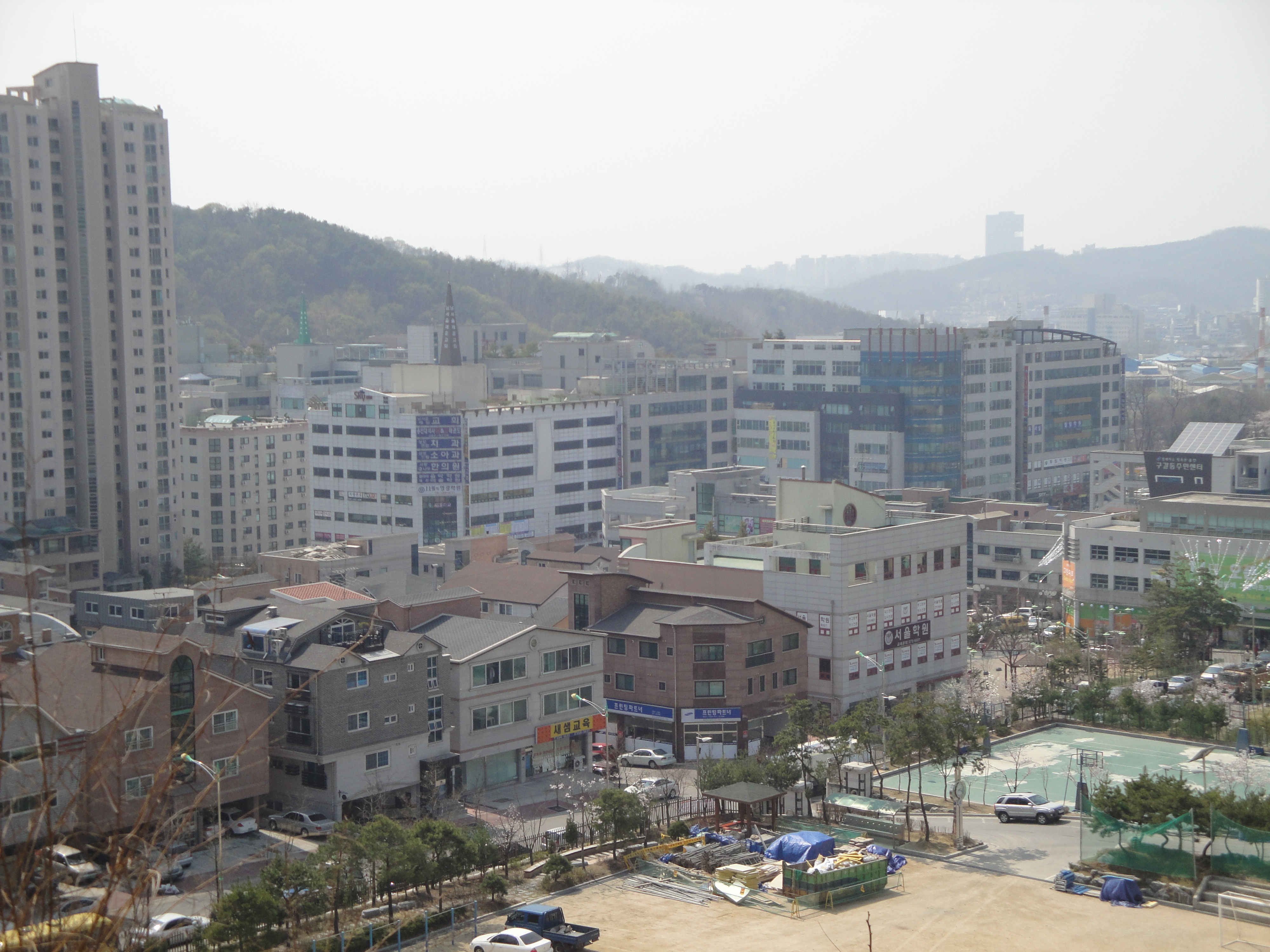
Gugal-dong Yongin
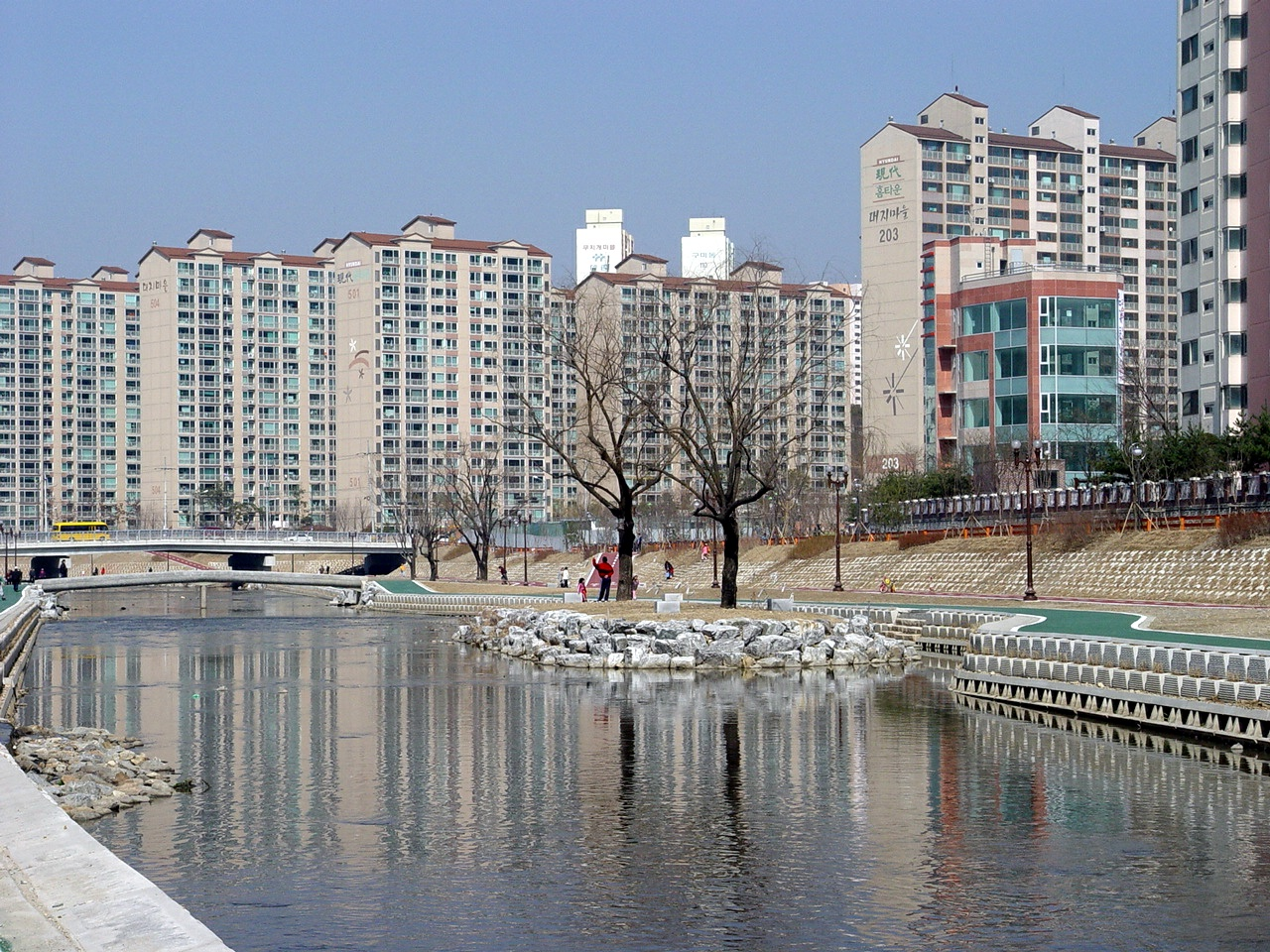
Tancheon